# 浜松町バスターミナル
浜松町バスターミナル（はままつちょうバスターミナル）は、東京都港区浜松町の世界貿易センタービル別館1階にあったバスターミナルである。
世界貿易センタービル本館2階とつながっており、そこからJR東日本および東京モノレールの浜松町駅、都営地下鉄大江戸線・浅草線の大門駅と直結していた。
京成バス、京浜急行バス、東北急行バスを中心とした高速バスやはとバスの定期観光バス等が発着する。またパッケージツアーの集合・出発場所としても用いられることが多かった。
ビルの建て替えにより、2020年9月30日をもって営業終了した。
かつてはお台場方面への都営バス虹01系統も乗り入れていたが、2013年3月31日をもって廃止、kmフラワーバスに取って代わられたが、こちらも2017年5月31日をもって廃止となった。

## 施設
これは廃止時点のデータである。
- 世界貿易センタービル本館2階から、またビルの外側からも、大江戸線・浅草線大門駅B4出口付近にある出入口から入ることができる。
- 本館2階からエスカレーター・階段を降りた正面にはとバスの案内所が、向かって左側には京浜急行バスの案内所が設置されている。また、同じく世界貿易センタービル本館2階からエレベーターを降りると8・9番のりば付近である。
- トイレは1番のりば付近にある。
- バスターミナルの乗車・降車ホームと、バスが乗り入れる道路部分は、自動ドアによって隔てられていて、排気ガスを浴びずにバスを待つことができる。

## 乗り入れていたバス路線

### 1番乗り場
※下記の便は全便、2020年9月15日をもって乗り入れを終了し、東京駅八重洲口発着に変更。
- 【乗り入れ終了】高速（昼行）：「犬吠号」 銚子駅・陣屋町・犬吠埼・犬吠埼太陽の里（旭経由）（京成バス・千葉交通）
- 【乗り入れ終了】高速（昼行）：「利根ライナー」 銚子駅（酒々井プレミアム・アウトレット・発酵の里こうざき・佐原駅北口・小見川駅・東庄経由）（千葉交通）
  - 酒々井プレミアム・アウトレットは一部の便のみ停車
- 【乗り入れ終了】高速（昼行）：「利根ライナー」 銚子駅・陣屋町（酒々井プレミアム・アウトレット・佐原香取（香取インター）・小見川支所・東庄経由）（千葉交通）
  - 酒々井プレミアム・アウトレットは一部の便のみ停車
- 【乗り入れ終了】高速（昼行）：「利根ライナー」 銚子駅（発酵の里こうざき・佐原駅北口・佐原香取（香取インター）・小見川支所・東庄経由）（千葉交通）
- 【乗り入れ終了】高速（昼行）：「シーサイドライナー」 東金・成東・成東車庫（ちばフラワーバス）
- 【乗り入れ終了】高速（昼行）：「アクシー号」 木更津金田BT・袖ケ浦BT・かずさアーク・安房鴨川駅・鴨川シーワールド・亀田病院（京成バス・日東交通・鴨川日東バス）
- 【乗り入れ終了】高速（昼行）： 木更津金田BT・君津BT・君津駅・青堀駅・イオンモール富津（京成バス・日東交通）
- 【乗り入れ終了】高速（昼行）： 三井アウトレットパーク 木更津（同上）
- 【乗り入れ終了】高速（昼行）： 木更津金田BT・市原鶴舞BT・勝浦駅・御宿（鴨川日東バス）
- 【乗り入れ終了】高速（昼行）： 木更津金田BT・市原鶴舞BT・勝浦駅・安房小湊（京成バス・鴨川日東バス）

### 4番乗り場
- 【運休中のまま終了】高速（夜行）：「TOKYOサンライズ号」 山形・新庄（東北急行バス・山交バス）

### 5番乗り場
- 【乗り入れ終了】送迎：ホテルインターコンチネンタル東京ベイ（ケイエム観光バス）[2]
- 【乗り入れ終了】送迎：東京プリンスホテル、ザ・プリンス パークタワー東京（西武総合企画[3]）

### 6番乗り場
- 【乗り入れ終了】高速（昼行）：「WILLER EXPRESS」 名古屋南（WILLER EXPRESS）
- 【乗り入れ終了】高速（昼行）： 木更津金田BT・市原鶴舞BT・勝浦駅・御宿（小湊鉄道）

### 8番乗り場
- 高速（夜行）：「ノクターン号」 弘前・五所川原（京浜急行バス・弘南バス）
- 【運休中】高速（夜行）：「ビーム・1」 盛岡・宮古・山田（京浜急行バス・岩手県北自動車）
- 【運休中】高速（夜行）：「キャメル号」 鳥取・倉吉／米子（京浜急行バス・日本交通・日ノ丸自動車）
- 【乗り入れ終了】 高速（夜行）：「エディ号」 淡路島・鳴門・徳島・吉野川（京浜急行バス・徳島バス）
- 【乗り入れ終了】 定期観光 ： はとバス

## ターミナル周辺
詳細は、浜松町駅#駅周辺を参照のこと。
- 浜松町駅（JR東日本山手線・京浜東北線）
- モノレール浜松町駅（東京モノレール羽田空港線）
- 大門駅（都営地下鉄浅草線・大江戸線）
- 竹芝駅（ゆりかもめ） - 徒歩10分
- 東京港
  - 竹芝桟橋（伊豆諸島・小笠原諸島航路）
  - 日の出桟橋（お台場・有明方面への水上バスや東京湾クルーズなど）
- 文化放送メディアプラス
  - 文化放送
- 旧芝離宮恩賜庭園
- 東京ガスビルディング
  - 東京ガス
- 汐留芝離宮ビルディング
- 汐留シオサイト